# Піскунов Олександр Володимирович
Олександр Володимирович Піскунов (нар. 31 грудня 1991, Нікополь) — український актор театру та кіно.

## Життєпис
У шкільні роки, з 2 по 11 клас, займався у драмгуртку (керівник Тамара Сурікова). То ж коли стало питання, в який виш поступати, обрав акторський факультет КНУТКіТ ім. Карпенка-Карого, курс Дмитра Богомазова, який закінчив у 2015 році.

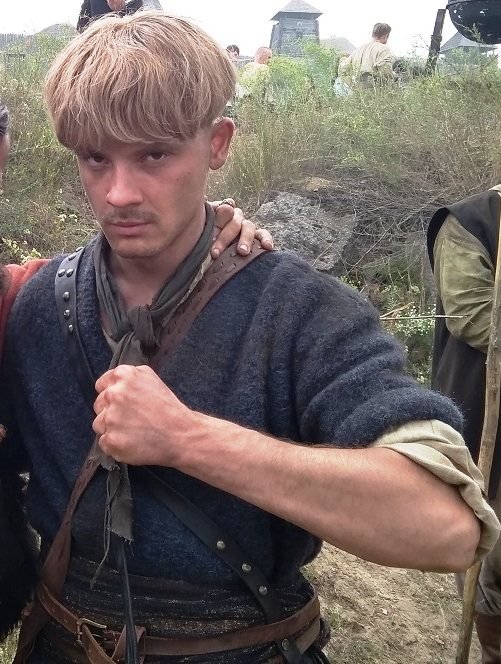
Олександр Піскунов на зйомках серіалу «Козаки. Абсолютно брехлива історія». 2019 рік

Ще за часів навчання Сашка помітив художній керівник Київського театру драми і комедії на лівому березі Дніпра Едуард Митницький і запропонував йому роль Тоні у своїй виставі «Так закінчилось літо…», а по закінченню КНУТКіТ ім. Карпенка-Карого — приєднатись до трупи театру. Олександр вважає, що відбувся як театральний актор завдяки трьом театральним діячам — викладачу акторської майстерності КНУТКіТ Анатолію Ященку, режисеру-постановнику Дмитру Богомазову, на курсі якого Сашко вчився та у якого зіграв в першій постановці після випуску, та художньому керівнику Театру на лівому березі Едуарду Митницькому.[джерело?]
З дитинства займається спортом. Має спортивний розряд з легкої атлетики.[джерело?]
Ще зі шкільних років самостійно почав навчатися гри на фортепіано, по мірі наявності вільного часу продовжує навчання.[джерело?] Для ролі Валерика у фільмі «Крути 1918» попросив партнера по фільму — актора Максима Донця навчити його гри на гітарі.

## Особисте життя
У червні 2022 Олександр Піскунов здійснив камінгаут як гей, опублікувавши допис зі зізнанням на своїй сторінці в Instagram. Допис зібрав багато коментарів зі словами підтримки від колег та підписників актора. Згодом Піскунов видалив цей допис.

## Ролі в театрі
Київський академічний театр драми і комедії на лівому березі Дніпра
- 2014 — «Даринка, Гриць та нечиста сила» В. Бойка; реж. Дмитро Весельський — Прокіп
- 2015 — «Білі ночі кохання»; реж. Андрій Попов — Мрійник
- 2015 — «Співай, Лоло, співай!» Олександра Чепалова за мотивами роману «Вчитель Гнус, або Кінець одного тирана[en]» Генріха Манна та художнього фільму «Блакитний ангел»; реж. Дмитро Богомазов — Ломан[9]
- 2015 — «Обман довжиною в життя» за повістю «Подвійне прізвище» Діни Рубіної; реж. Дмитро Богомазов — Тимур
- 2016 — «Так скінчилось літо…» Ірвіна Шоу; реж. Едуард Митницький — Тоні у дитинстві
- 2016 — «Мотузка» М.Хейфеца; реж. Олексій Лісовець — Малиш
- 2017 — «Людина, яка платить» Іва Жаміака; реж. Дмитро Богомазов — Поло
- 2018 — «Кохання, джаз і чорт» Юозаса Грушаса; реж. Владислава Поповиченко — Андрюс
- 2019 — «Клас» Павла Ар'є, Стаса Жиркова та акторів вистави; реж. Стас Жирков — Учень, котик
- 2019 — «Сімейний альбом / Album di Famiglia» Маттео Спіацці; реж. Маттео Сп'яцці (Італія) — Син, крадій
- 2021 — «VIÑO» Павла Ар'є; реж. Євген Корняг (Білорусь) — Гість
- 2019 — «Моменти / Momenti» Маттео Спіацці; реж. Маттео Сп'яцці (Італія)
- 2021 — «Одіссею, повертайся додому» Павла Ар'є за мотивами історії про Одіссея; реж. Євген Корняг (Білорусь) — Одіссей
- 2022 — «З цією виставою щось не так» за однойменною п'єсою Генрі Льюїса, Джонатана Сейєра, Генрі Шилдса; реж. Емі Марчант — Тревор
- 2023 — «Віддайте тіло» Анатолія Крима; реж. Володимир Цивінський — Вася. Син Васі
- 2023 — «Море… Ніч… Свічки…» за п'єсою «Це величне море» Йосефа Бар-Йосефа; реж. Едуард Митницький (кураторка повернення вистави до репертуару — Тамара Трунова) — Жак
- 2023 — «Котигорошко» Наталії Ігнатьєвої; реж. Володимир Цивінський — Копшивий Дід

## Фільмографія
Повнометражні фільми
- 2017 — «Межа»
- 2017 — «Кіборги»
- 2018 — «Смерть Сталіна» (епізод, у титрах не зазначений)
- 2018 — «Крути 1918»
- 2019 — «11 дітей з Моршина»
- 2024 — «Уроки толерантності»

Телесеріали
- 2014 — «Чоловік на годину»
- 2015 — «Клан ювелірів»
- 2016 — «Паперові квіти»
- 2016 — «Громадянин Ніхто»
- 2016 — «На лінії життя»
- 2016 — «Папараці»
- 2016 — «Співачка»
- 2016 — «Центральна лікарня»
- 2017 — «Вікно життя-2»
- 2017 — «Тато Ден»
- 2018 — «Сувенір з Одеси»
- 2019 — «І будуть люди»
- 2020 — Козаки. Абсолютно брехлива історія
- 2020 — «Ангели»
- 2020 — «Відплата»
- 2021 — «Клятва лікаря»
- 2021 — «Ангели 2»
- 2024 — «Мангровий гай»
- 2024 — «Ключі від правди» — Єгор